# 5-Chloruracil
5-Chloruracil ist eine heterocyclische organische Verbindung mit einem Pyrimidingrundgerüst und zwei Carbonylgruppen an den Positionen 2 und 4 sowie einem Chlor an Position 5. Es ist ein Derivat der Nukleinbase Uracil. Es wirkt als Antimetabolit oder Basenanalogon, es dient dabei als Ersatz für Thymin in der DNA und kann DNA-Mutationen in der gleichen Weise wie 5-Bromuracil erzeugen.